# Новолабунь
Новолабунь (укр. Новолабунь) — село в Полонском районе Хмельницкой области Украины.
Население по переписи 2001 года составляло 589 человек. Почтовый индекс — 30522. Телефонный код — 3843. Занимает площадь 1,378 км².

## Местный совет
30522, Хмельницкая обл., Полонский р-н, с. Новолабунь, ул. Ленина, 1